# Moonbeam
Moonbeam is een historisch merk van motorfietsen.
De bedrijfsnaam was M.R.P. Trading Co., Pall Mall, Londen.
Dit was een Engels bedrijf dat zijn naam had afgeleid van het succesvolle Sunbeam. De productie, die bestond uit motorfietsen met 269 cc Villiers-motoren, bleef echter beperkt en duurde slechts van 1920 tot in 1921. De keuze voor de Villiers motoren was niet onlogisch, want dit inbouwmotormerk was eigendom van Charles Marston, de zoon van de oprichter van Sunbeam. 